# Теория субъективной ожидаемой полезности
Теория субъективной ожидаемой полезности — одно из ответвлений современной теории полезности или теории принятия решений, была предложена Леонардом Сэвиджем в 1954 г. В своих научных поисках Сэвидж опирался на исследования предшественников, в частности Дж. фон Неймана и О. Моргенштерна, которые разработали теорию ожидаемой полезности.

## Основные положения
Основой теории субъективной полезности служат:
- индивидуальная функция полезности блага для каждого индивида;
- персональное распределение вероятности (на основе байесовской теории вероятности).

Л. Сэвидж утверждал, что при соблюдении рациональности, для индивида, который оценивает возможный результат {\displaystyle x_{i}} с полезностью {\displaystyle u(x_{i})} и оценивает вероятность появления результата {\displaystyle x_{i}} как {\displaystyle P(x_{i})}, где Р(.) — индивидуальная функция распределения вероятности. В таком случае полезность от лотереи можно представить в виде:

{\displaystyle U=\sum _{i=1}^{n}P(x_{i})U(x_{i})}

## Преимущества и недостатки
Неоспоримым преимуществом теории субъективной ожидаемой полезности является то, что разные индивиды могут делать разный выбор среди идентичных альтернатив, руководствуясь различными значениями индивидуальной функции полезности или индивидуальной функции распределения вероятности. Нетрудно заметить, что функционал модели Сэвиджа является практически идентичной линейному функционалу полезности фон Неймана — Моргенштерна, а при {\displaystyle P(x_{i})=p_{i}} теория субъективной ожидаемой полезности редуцируется в теорию ожидаемой полезности. Соответственно, критика теории ожидаемой полезности и создала теорию Сэвиджа. В частности эмпирические данные, полученные М. Алле и мыслительный эксперимент, проведенный Д. Эллсбергом, позже получившие название парадокса Алле и парадокса Эллсберга, показали, что большинство индивидов действуют вопреки положениям теории субъективной ожидаемой полезности.